# Raymond Stora
Pour les articles homonymes, voir Stora.
Raymond Stora est un physicien français né à Paris le 18 septembre 1930 et mort à Saint-Julien-en-Genevois le 20 juillet 2015,,. À partir de 1978, il est directeur de recherche du Centre national de la recherche scientifique (CNRS) au Laboratoire d'Annecy-le-Vieux de Physique Théorique (LAPTh).

## Biographie
Raymond Stora étudie à l'École polytechnique de 1951 à 1953, passe trois années au Massachusetts Institute of Technology (MIT) avant d'obtenir son doctorat en 1958. Il travaille ensuite au Service de Physique Théorique du Commissariat à l'énergie atomique de Saclay jusqu'en 1970 avant son départ pour le Centre de physique théorique de Marseille. Il est également directeur de l'École de physique des Houches de 1980 à 1987,.
En 1989, il reçoit le prix Joannidès de l'Académie des sciences, en 1992 le prix Ricard de la Société française de physique, en 1998 la médaille Max-Planck et en 2009, le prix Dannie Heineman pour la physique mathématique pour ses travaux en théorie des quanta des champs de jauge, à la base du « BRST quantization (en) »,,. Il est également Chevalier de la Légion d'honneur.
Il est correspondant de l'Académie des sciences depuis 1994, membre de la Société française de physique, de la Société française de mathématiques et de l'International Association of Mathematical Physics.
Il a notamment préfacé le livre Théorie quantique des champs - Méthodes et applications (2007) de Tahar Boudjedaa et Abdenacer Makhlouf.

## Travaux Scientifiques
Raymond Stora a apporté une contribution majeure, durant plus d’un demi-siècle, au développement de la théorie quantique des champs, en s’intéressant autant à ses applications en physique des particules qu’à ses fondements mathématiques. Il a notamment participé à des avancées significatives concernant l’invariance relativiste dans les théories quantiques ainsi qu’à la théorie des instantons. Dans les années 1970, ses travaux avec Carlo Becchi et Alain Rouet, dans le contexte de la renormalisation des théories de jauge non abéliennes ont conduit à l’introduction de la transformation dite de Becchi-Rouet-Stora-Tuytin (BRST). Cette symétrie, d’ordre fermionique et nilpotente, joue un rôle central dans la quantification des champs de jauge et constitue aujourd’hui un outil fondamental de la physique théorique moderne.

## Quelques publications
- "Renormalization of Gauge Theories", (with C. Becchi, A. Rouet), Annals Phys. 98 (1976), 287-321
- "Renormalization of the Abelian Higgs-Kibble Model", (with C. Becchi, A. Rouet), Commun.Math.Phys. 42 (1975), 127-162
- “The Abelian Higgs-Kibble Model. Unitarity of the S Operator” (with Becchi,, Rouet), Phys. Lett. B, 52, 1974, 344–346
- “On the Algebraic Characterization of Witten’s Topological Yang-Mills Theory” (with Ouvry and van Baal), Phys. Lett. B, 220, 1989, 159-163

## Distinctions

### Prix
- 1989 : Grand Prix Joannidés de l'Académie des Sciences
- 1992 : Prix Ricard de la Société Française de Physique
- 1998 : Médaille Max Planck
- 2009 : Prix Dannie Heineman pour la physique mathématique[6]

### Membre de sociétés savantes
- Membre correspondant de l'Académie des Sciences (1994)

### Décorations
- Chevalier de la Légion d'honneur (1994)